# Volker Eloesser
Volker Eloesser (* 15. Februar 1970) ist ein deutscher Spieleautor und Spieleentwickler. Zu seinen Entwicklungen zählen u. a. die Mahjongg-Variante „The Curse of Ra“ (1990), „Moorhuhn Camera X“, „7 Zwerge“ und „Angriff des Killervirus“.

## Leben und Karriere
Volker Eloesser veröffentlichte seine ersten Projekte 1987 noch während seiner Schulzeit. Im selben Jahr gründete er die Escal Software GmbH. In Zusammenarbeit mit Armin Gessert, Manfred Trenz und Andreas Escher veröffentlichte er 1989 das Spiel „Hard 'n Heavy“.
2003 gründete Eloesser die Elocom Mobile Entertainment GmbH. Mit der Unternehmung war er u. a. in Nordkorea als Spieleautor und Spieleentwickler unterwegs. 2005 wurde Elocom Teil der Verisign-Gruppe.
2016 wurde er zum Geschäftsführer der Ventano Beschläge GmbH.

## Spiele
| Black Gold (2007)                                     |
| Desperado: Duel of Vengeance (2007)                   |
| The Amazing Virtual Sea-Monkeys (2002)                |
| Creatures: Raised in Space (2002)                     |
| The Amazing Virtual Sea-Monkeys (2002)                |
| Creatures: Raised in Space (2002)                     |
| Puzzled (2000)                                        |
| Microsoft Puzzle Collection Entertainment Pack (2000) |
| Blaze & Blade: Eternal Quest (1999)                   |
| Vision: The 5 Dimension Utopia (1992)                 |
| Log!cal (1991)                                        |
| The Curse of Ra (1990)                                |
| Sunny Shine on the Funny Side of Life (1990)          |
| Hard 'n Heavy (1989)                                  |
| Marble Master (1998)                                  |

## Preise
7 Zwerge – 3. Platz („Best Mobile Game“ beim Deutschen Entwicklerpreis)
Dr. Bonneys Zappelix Zaubert – 2. Platz („Serious Game Award Silver“, 2011)